# Lago Pico Número Uno
El lago Pico Número Uno es un lago de origen glaciar ubicado en el departamento Tehuelches, provincia del Chubut, Argentina. Pertenece a la cuenca del río Carrenleufú/Palena, que desagüa en el Pacífico. El lago posee 5,4 km de largo y un volumen de 490 km³.

## Toponimia
El lago debe su nombre al ingeniero Octavio Pico Burgess (1837-1892), en honor a su tarea como perito en el conflicto limítrofe entre Argentina y Chile.

## Ubicación
El Lago Pico Número Uno se extiende de suroeste a noreste. Su emisario converge en la margen derecha del río Pico/Figueroa, en sí mismo un afluente del río Carrenleufú.

## Pesca
En el lago se practica la pesca de la trucha común (Salmo trutta), trucha arco iris (Oncorhynchus mykiss) y el salmón chinook (Oncorhynchus tshawytscha).